# Каплан, Твинк
Твинк Каплан (англ. Twink Caplan, род. 25 декабря 1947 года) ― американская актриса, комик и продюсер.

## Биография
Каплан родилась в Питтсбурге, штат Пенсильвания. В кассовом хите 1989 года «Уж кто бы говорил» Каплан сыграла кокетливую лучшую подругу Кирсти Элли. Она вернулась в роли Роны в умеренно успешном сиквеле «Уж кто бы говорил 2» с Элиасом Котеасом. Она и Котеас отказались сниматься в финансово неудачном втором сиквеле «Уж кто бы говорил 3».
Она наиболее известна по роли в фильме «Бестолковые». Позже также снялась в сериале «Бестолковые» и выступила его продюсером.
В Sony Pictures Entertainment в 2000 году она спродюсировала фильм «Неудачник» с Джейсоном Биггсом и Меной Сувари в главных ролях. Каплан сыграла в нем работницу стрип-бара.
В 2007 году Каплан спродюсировала романтическую комедию «Я никогда не буду твоей», также появившись в фильме в роли дизайнера костюмов, Сисси. 
Она сыграла в таких фильмах и сериалах, как «Сообщество», «Паства», «C.S.I.: Место преступления» и «Девять полных лун».

## Избранная фильмография
| Год  |   | Русское название     | Оригинальное название | Роль       |
| ---- | - | -------------------- | --------------------- | ---------- |
| 2017 | с | Вражда: Бетт и Джоан | Feud: Bette and Joan  | парикмахер |